# Охман
Кристіан Ян Охман (пол. Krystian Jan Ochman; нар. 19 липня 1999), професійно відомий як просто Охман, — польсько-американський співак й автор пісень. Він прославився після перемоги в одинадцятому сезоні «Голосу Польщі». Представляв Польщу на Пісенному конкурсі Євробачення 2022 з піснею «River», де посів 12 місце у фіналі та приніс своїй найкращий результат за останні шість років.

## Біографія
Кристіан Охман народився в Мелроуз, штат Массачусетс, США, у польській родині. Почав брати уроки співу ще в шкільні роки, а пізніше зіграв роль принца в музичній постановці Попелюшки у своїй середній школі. Після закінчення середньої школи Охман почав навчання в Музичній академії імені Кароля Шимановського в Катовицях. 
Охман — онук польського тенора Веслава Охмана. Кристіан має подвійне громадянство Польщі й Сполучених Штатів і живе в Катовицях та Варшаві.

## Кар’єра

### Голос Польщі
У 2020 році Кристіан взяв участь у прослуховуваннях одинадцятого сезону Голосу Польщі, де потрапив до команди Міхала Шпака, представника Польщі на Пісенному конкурсі Євробачення 2016. Охман дійшов до фіналу, де став переможцем. Після конкурсу підписав контракт з Universal Music Polska. У 2021 році Кристіан опублікував свій дебютний сингл «Światłocienie» й дебютний альбом під назвою «Ochman».

### Пісенний конкурс Євробачення

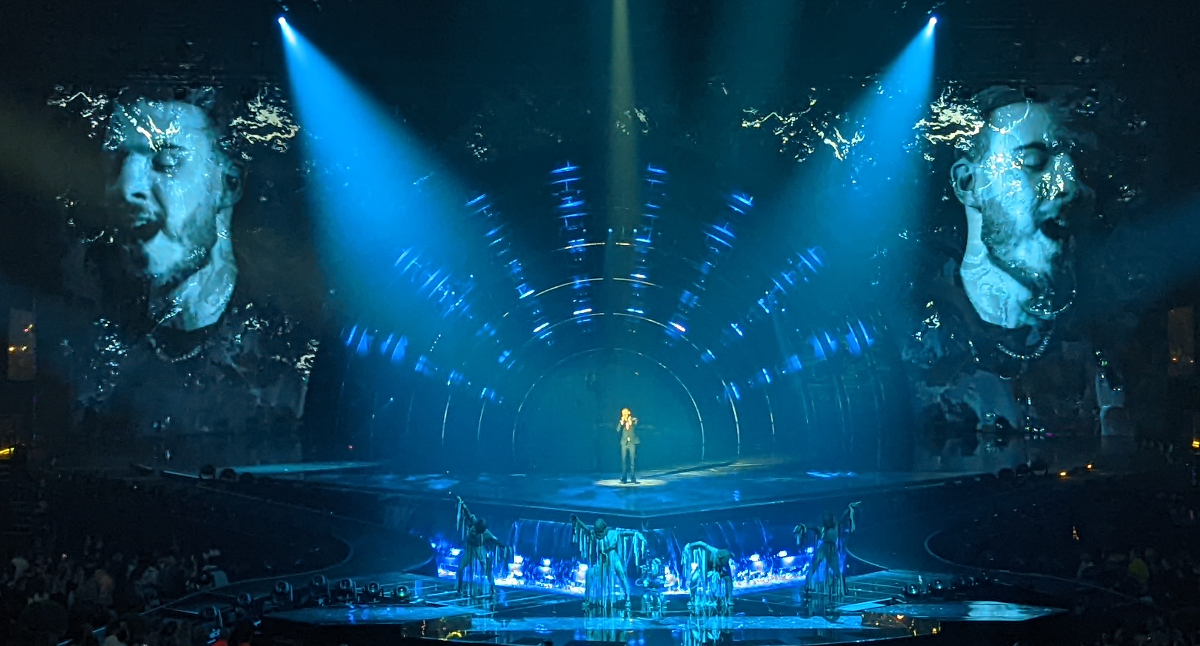
Охман на сцені Євробачення 2022

На початку 2022 року Telewizja Polska (TVP) оголосила, що проводитиме національний відбір Польщі на Євробачення 2022. Кристіан Охман став одним із учасників з піснею «River». 19 лютого 2022 року він виграв національний відбір Польщі й отримав право представляти свою країну на Пісенному конкурсі Євробачення 2022 в Турині. Охман зміг кваліфікуватися у фінал конкурсу, де посів 12 місце зі 151 балом.